# Marinka Dallos
Marinka Dallos (Lőrinci, Hungría, 4 de febrero de 1929–Roma, Italia, 11 de diciembre de 1992) fue una pintora y traductora húngara. Como pintora se la considera representante del arte naïf. Como traductora y junto a su marido Giannit Toti introdujo a los grandes poetas húngaros a los círculos literarios italianos.

## Biografía
Marinka Dallos nació el 4 de febrero de 1929 en Lőrinci, un pequeño pueblo en Hungría al norte de la provincia de Heves, donde pasó su infancia y su juventud. En 1949, durante la convención internacional juvenil comunista en Budapest, conoció al poeta italiano Gianni Toti, con el que se casó un año después y empezó en Milán una vida italiana. En 1952, Marinka y Gianni se mudaron a Roma donde juntos tradujeron a muchos poetas húngaros, como Attila József, y Miklós Radnóti.
A partir de los años sesenta, Marinka descubre su vena artística. Para darle un respiro al activismo de Gianni, Marinka compró pinceles y pinturas y lo llevó a varios pueblos italianos a pintar. Así empezó también ella. Durante bastante tiempo no mostró a nadie sus cuadros hasta que dos amigos suyos la convencieron para que se dé a conocer. En 1974 fundó junto con otros pintores romanos como Amelia Pardo, Graziolina Rotunno, Alfredo Ruggeri o Maria Vicentini el grupo de los “Romanaïf” y public una colección de ensayos teóricos sobre el fenómeno naïf. Empezó a viajar de exposición en exposición por Italia hasta llegar a París, Budapest o Niza.
Marinka Dallos falleció el 11 de diciembre de 1992 en Roma.

## Obra
Muchos de sus cuadros se inspiran en Roma, desde la chispeante vida de Campo de' Fiori, la Fontana delle Tartarughe, I Fantasmi del Tevere, Trinità dei Monti hasta las plazas y callejuelas del centro de la ciudad. Pero continuamente la acompañaban los recuerdos y los colores del mundo rural en el que nació. Después de su muerte, el 11 de diciembre de 1992, Toti le dedicará la VideoPoemOpera Planetopolis (1994).
Actualmente, los cuadros de Marinka Dallos están desperdigados por el mundo. Algunos se encuentran en colecciones de museos, entre los cuales La Halle Saint Pierre de París, el museo Anatole Jakovsky de Niza, el Magyar Naiv Müveszek de Kecskemét, el Museo Internacional de Arte Naïf de Jaén en España y el Museo de Arte Naïf de Luzzara. Otros están en manos de colecciones privadas. Los cuadros paisajísticos de Marinka Dallos de la casa originaria de Via dei Giornalisti se encuentran entre la sede de La Casa Totiana y el Colegio Lante de la Rovere en Via Tevere, Roma.
Una iniciativa de la Casa Totiana intenta reunir todos sus proyectos en un catálogo pictórico.